# Sacrilegious
«Sacrilegious» es una canción de la banda estadounidense Marilyn Manson siendo como el tercer sencillo de su próximo duodécimo álbum de estudio One Assassination Under God - Chapter 1. Fue lanzada el 27 de septiembre de 2024 a través de Nuclear Blast. La canción fue escrita y producida por Marilyn Manson junto a Tyler Bates, con la batería a cargo de Gil Sharone. El videoclip fue dirigido por Bill Yukich, quien también dirigió los videos de los dos sencillos anteriores, "As Sick As the Secrets Within" y "Raise the Red Flag". La canción alcanzó el top 10 de la lista de ventas digitales de Hard Rock de Billboard, convirtiéndose en el duodécimo éxito de la banda en entrar en esa lista.

## Composición
"Sacrilegious" fue escrita y producida por Marilyn Manson y Tyler Bates. La letra de la canción examina la hipocresía percibida de la religión, donde se glorifica la muerte del salvador. En cambio, la letra argumenta: "Deberías haber tratado mejor a tus salvadores". Revolver señaló que la letra hace referencia a numerosos aspectos de la teología cristiana, incluyendo el martirio y la resurrección, que, según su autor, pueden ser análogos a la cultura de la cancelación. Es uno de los temas más animados de One Assassination Under God – Chapter 1, y fue descrito en las reseñas como una canción de pop metal, pop industrial, glam rock y rock gótico, con elementos de rock industrial y alternativo. La voz de Manson fue descrita como una "mezcla de agresividad y melodía".